# بيلي رود
بيلي رود (بالإنجليزية: Billy Rudd)‏ هو لاعب كرة قدم بريطاني في مركز الوسط، ولد في 13 ديسمبر 1941 في مانشستر في المملكة المتحدة. لعب مع برمنغهام سيتي وغريمسبي تاون ونادي بوري ونادي روتشديل ونادي ستاليبريدج سيلتيك ونادي يورك سيتي.